# Goternas ursprung
Goternas ursprung har varit ett lärt spörsmål alltsedan 500-talet, då visigoternas och ostrogoternas riken behärskade stora delar av det forna Västromerska rikets områden. Goterna hade inte varit kända för grekisk-romerska författare före goternas första anfall vid det romerska rikets gränser i mitten på 200-talet, så man kunde undra varifrån detta mäktiga folk egentligen kom. Ambrosius betecknade dem som Gog. Även bland de nya härskarna fanns ett behov av en historia som inte var sämre än romarnas. Mellan 526 och 533 skrev Cassiodorus sin Gotiska historia i tolv delar. Cassiodorus ledde kansliet under Theoderik den store och Athalaric, och förfogade därmed över stora forskningsresurser. Verket har gått förlorat, men man känner innehållet genom ett sammandrag av Jordanes. All senare forskning om goternas ursprung beror främst på hans Getica.

## JordanesGetica
Cassiodorus/Jordanes försökte hitta goternas rötter genom att identifiera dem i Getica kap. 39 med geterna (Γέται), en stam i Thrakien, omnämnt av Herodotos i bok IV 93–96 (besegrade av Dareios I) och V 3/4. Det finns inget samband mellan detta thrakiska folk och de mycket senare germansk-språkiga goterna, men det hindrade inte de klassiska historiker från att identifiera dem. Herodotos daimon Zalmoxis blev hos Jordanes en gotisk kung. Sedan länkar Cassiodorus/Jordanes de thrakiska geterna med skyterna. Med ett citat till Josefus och en helt okänd Ablabius anges skyternas anfader vara Magog, i Bibeln en av Jafets söner. 
Jordanes berättar att goterna ursprungligen under sin konung Berig, tillsammans med gepiderna på tre skepp skall ha utvandrat från Scandza, där bland annat stammarna Gauthigoth, Ostrogothae och Vagoth anges bo, vilka av forskare stundom har identifierats med västgötar, östgötar och gutar. Utvandringsberättelsen har Jordanes från Cassiodorus som uttryckligen hänvisar till en levande folktradition hos dåtidens goter: "Ex hac igitur Scandza insula ... Gothi quondam m e m o r a n t u r egressi" Det är alltså inte någon «lärd tradition», vilket däremot kombinationen av goter och geter var.  Denna mytiska utvandring daterar Jordanes till 1490 f.Kr. Det bör påpekas att under detta årtusende var det en gynnsam klimat för jordbruk och handel och med det befolkningsökning i Norden. Detta kan ha lett till att goterna utvandrade tidigt. 

## Isidor av Sevilla
Isidor av Sevilla skrev också en gotisk historia: Historia de regibus Gothorum, Vandalorum et Suevorum, mest visigoternas historia. Verket finns i två versioner. I den kortare versionen (cirka år 620) skriver den lärde biskopen om goternas ursprung endast att det står fast att det är ett mycket gammalt folk, sprunget ut Skyternas rike. I den längre versionen (cirka 625), talar han om den sista stavelsens likhet med Magog (Jafets son), och att man detta mest härleder ur en tolkning av Ezekiel (kap. 38:14-15). Men han tillägger att man tidigare brukade identifiera goterna med Getai.

## Språkhistorisk aspekt
Gotiskan är ett germanskt språk och klassas som östgermanskt. Det anses av vissa vara närmare släkt med de nordgermanska språken, i synnerhet gutniskan på Gotland än med de västgermanska språken.
Viktiga punkter i argumentationen är att gutniskan i likhet med gotiskan saknar a-omljud i höga vokaler (t.ex. fulk : skandinaviska folk, tyska volk, anglosaxiska folk), sänkning av u till o före r, användandet av ordet lamb med betydelsen "får", och uppträdandet av ett tidigt latinskt lånord lucerna ("(olje)lampa", gotiska -lukarn, gutniska lukarr), som endast gotiskan och gutniskan uppvisar.
Vissa hävdar dock att gotiskan inte stod närmare urnordiskan än andra germanska språk.
Etnonymen gutar användes i östra Skandinavien på vikingatiden både för gotlänningar och goter, och har den form som goternas namn förväntas skulle ha haft i sin dåtida östnordiska form. Motsvarande term på fornvästnordiska, de isländska sagornas språk, är gotar med adjektivet gotneskr, vilket alltså kan betyda både gutnisk och gotisk. Gotneska (gutniska) är den isländska beteckningen än idag för det gotiska språket. Enligt språkforskare härstammar goternas och gutarnas namn ursprungligen från en urgermansk etnonym: gutaniz, vilket anses ha betydelsen utgjutare.
Goternas språk visar att dessa haft släktskap med folk i Skandinavien och att denna släktskap tyder på att om de inte bebott samma områden så har de i alla fall haft ett stort utbyte, förmodligen både kulturellt och i handel.

## Utvandringsmyten

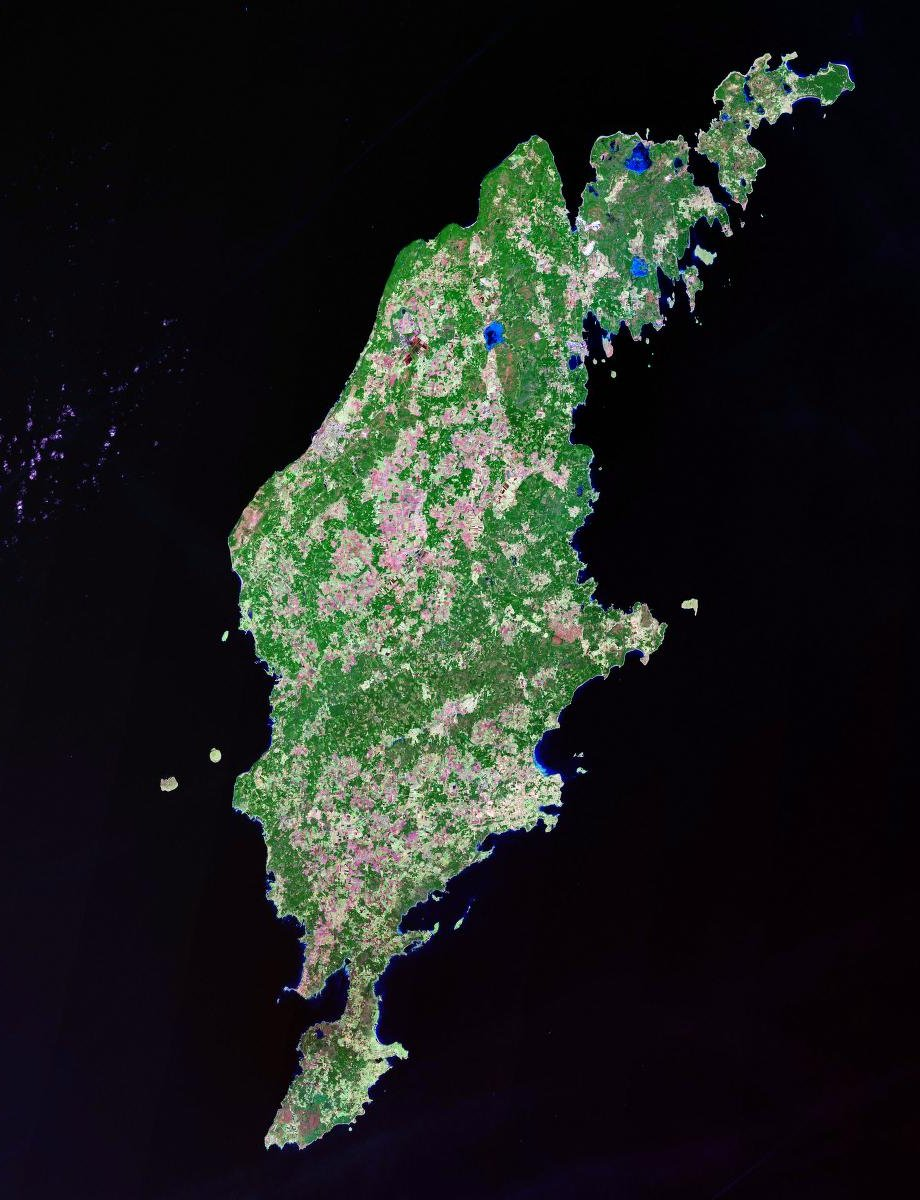
Var Gotland den lövformade ön som det syftades på i Getica?

I Gutasagan från Gotland berättas det att öns befolkning en gång i forntiden blev så mångtalig att en tredjedel av gutarna tvingades att utvandra söderut för att slutligen bosätta sig på östromerskt område där de fortfarande på 1300-talet, när sagan skrevs ned, bodde kvar (Gutasagan, Holmbäck/Wesséns översättning). Denna berättelse har kopplats till goternas utvandring och Jordanes berättelse att detta folk på tre skepp skulle ha utvandrat från en ö i Östersjön, norr om floden Vistulas mynning och som hade formen av ett löv (Getica, Andreas Nordins översättning). Ännu på 1300-talet bodde det kvar en gotisk folkspillra på Krim; krimgoter som på den tiden tillhörde det Östromerska riket. Språkmässigt försvann de någon gång på 1700-talet.
Under den tid då Jordanes skrev sin Getica trodde dock romarna att Skandinavien var en ö, vilket gör forskningen än svårare om ursprunget. Det råder enighet bland många forskare att Jordanes via Cassidorius har fått goternas utvandringsberättelse från en författare vid namn Ablabius. Enligt historikern Peter Heather så skulle denne Ablabius bara ha talat om en icke namngiven ö i Östersjön, som goterna enligt sina muntligt traderade sägner skall ha utvandrat ifrån. Denna ö identifierades sedan av Cassidorius med Skandinavien som man på hans tid hade fått upplysningar om genom den norske kungen Rodwulfs besök vid Theoderik den stores  hov. Cassidorius har alltså själv dragit slutsatsen att det var Skandinavien som avsågs med den ö i Östersjön som goterna sade sig komma ifrån.

## Historisk debatt

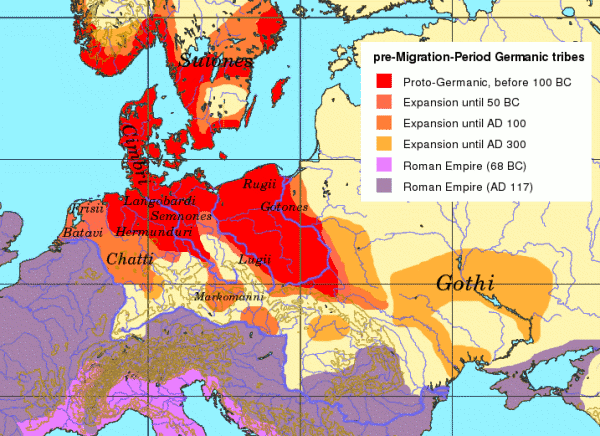
Kartan visar de germanska folkvandringarnas expansion i olika tidsepoker.

Goternas ursprung har vållat debatt alltsedan sen medeltid, särskilt i Sverige. På grund av Jordanes berättelse om goternas urhem Scandza där han räknar upp ett flertal kända skandinaviska folkstammar, har det antagits att goterna härstammade från det som idag är Sverige, från götar och gutar. Tanken att svenskarna var förfäder till goter har använts till att i nationalromantisk anda förhärliga den svenska nationen. Många göticister ägnade stor möda åt frågan. Efter nazisternas användning av goterna och deras historia för att rättfärdiga sina erövringar i Östeuropa ifrågasattes goternas ursprung i Skandinavien av det vetenskapliga samfundet.  
”Efter andra världskriget var goterna länge ett tabubelagt ämne som ansågs anknyta till nazism och storsvenskhet. Att det i själva verket var nazisterna som missbrukat såväl goter som runsymboler och gemansk mytologi och givit det hela dåligt rykte verkade ingen reflektera över.” (Ingemar Nordgren)
Dock finns det även forskare som i viss mån stöder denna uppfattning, såsom Ingemar Nordgren, Anders Kaliff och Josef Svennung.
Arkeologiska bevis, framlagda av polska och tyska arkeologer, bekräftar till viss del Jordanes uppgifter om goternas expansion söderut, från ett område vid nedre Weichsel nära Östersjökusten. Arkeologiska belägg diskuteras ingående av Andrzej Kokowski i The Goths in ca. 311 AD. Goterna har därför kopplats till den så kallade Wielbarkkulturen och Tjernjahivkulturen i Ukraina.
DNA analys från gotiska gravar som tillhör nämnda Wielbarkkultur och som publicerats under oktober 2023 visar tydligt en sydskandinavisk DNA-profil. Vissa av segmenten har även ett visst östbaltiskt inslag, vilket pekar på specifikt sydöstra Sverige, exempelvis Gotland, där man redan under järnåldern kan se ett sådant inslag